# Coppa del Portogallo 2002-2003 (hockey su pista)
La Coppa del Portogallo 2002-2003 è stata la 30ª edizione della principale coppa nazionale portoghese di hockey su pista. Il trofeo è stato conquistato dal Barcelos per la terza volta nella sua storia.

## Risultati

### Ottavi di finale
| Squadra 1   | Risultato   | Squadra 2         |
| ----------- | ----------- | ----------------- |
| Benfica     | 5 - 4 (dtr) | Oliveirense       |
| Riba De Ave | 6 - 5       | Portosantese      |
| Gulpilhares | 4 - 3       | Infante de Sagres |
| Sanjoanense | 8 - 1       | Marítimo          |
| Seixal      | 4 - 5       | Alenquer Benfica  |
| Pacense     | 3 - 2       | Oeiras            |
| AD Barcelos | 1 - 6       | Barcelos          |
| Parede      | 1 - 6       | Paço de Arcos     |

### Quarti di finale
| Squadra 1   | Risultato   | Squadra 2        |
| ----------- | ----------- | ---------------- |
| Sanjoanense | 2 - 3       | Benfica          |
| Barcelos    | 6 - 4       | Riba De Ave      |
| Gulpilhares | 5 - 4       | Paço de Arcos    |
| Pacense     | 3 - 4 (dtr) | Alenquer Benfica |

### Final Four

#### Semifinali
| Madalena 12 luglio 2003 | Alenquer Benfica | 0 – 7 | Benfica |  |

| Madalena 13 luglio 2003 | Barcelos | 7 – 2 | Gulpilhares |  |

#### Finale
| Madalena 13 luglio 2003 | Barcelos | 6 – 3 | Benfica |  |